# Messen
Messen (toponimo tedesco) è un comune svizzero di 1 561 abitanti del Canton Soletta, nel distretto di Bucheggberg. Il 1º gennaio 2010 ha inglobato i comuni soppressi di Balm bei Messen, Brunnenthal e Oberramsern.